# Otice (Polná na Šumavě)
Otice (německy Ottetstift) jsou ves v okrese Český Krumlov. V roce 1445 byla uváděna jako Ottina Lhota. Od zavedení obecního zřízení v polovině 19. století byla osadou obce Hodňov. V roce 1930 zde stálo 10 domů a žilo 90 obyvatel. V letech 1938 až 1945 byla ves v důsledku uzavření Mnichovské dohody přičleněna k nacistickému Německu.V 50. letech 20. století se ves stala součástí vojenského újezdu Boletice. V roce 2011 zde žilo 8 obyvatel a stály zde 2 domy. Část bývalých Otic byla od 1. ledna 2016 vyčleněna z vojenského újezdu a stala se částí obce Polná na Šumavě. 